# Judith Ten Bosch
Judith Maria Ten Bosch (Dordrecht, 26 april 1957) is een Nederlandse schilderes en illustratrice.

Voor NRC Handelsblad verzorgde ze samen met Philip Mechanicus op de kinderpagina een kookrubriek, waarvan tekeningen en recepten verzameld zijn in de boekjes De vrolijke keuken, Het kleine formuis en Een warm pannetje. De vrolijke keuken kreeg in 1998 een Zilveren Griffel. Het boek maakte ook deel uit van het pakket boeken, dat toenmalig staatssecretaris Rick van der Ploeg van Onderwijs, Cultuur en Wetenschappen stuurde naar circa 500 achterstandsscholen in de vier grote steden.
In 2001 vertegenwoordigde ze Nederland op de Kinderboekenbeurs in Bologna, Italië bij de tentoonstelling Dutch Oranges. Het Noordbrabants Museum heeft werk van Judith Ten Bosch in de collectie opgenomen.
Ook haar ouders Lou Ten Bosch en Ank Stumpel, haar broer Lodewijk en haar zussen Maricée, Simone en Geerten zijn beeldend kunstenaar. In 2004 exposeerde Judith Ten Bosch samen met haar familieleden op de tentoonstelling Bloei en vergankelijkheid in haar geboortestad Dordrecht.
In 2006 verscheen het boek Sprookjes van de planeet aarde met verhalen van Anne Vegter en illustraties van Judith en Geerten Ten Bosch.
Judith Ten Bosch is getrouwd met de kunstenaar Titus Nolte.
- Bibliothèque nationale de France: cb15822522t (data)
- Digitale Bibliotheek voor de Nederlandse Letteren: bosc122
- Gemeinsame Normdatei: 174279310
- International Standard Name Identifier: 0000 0003 7495 6024
- Library of Congress Control Number: n98111755
- Nederlandse Thesaurus van Auteursnamen: 070659281
- RKD-Nederlands Instituut voor Kunstgeschiedenis: 11029
- Union List of Artist Names: 500112384
- Virtual International Authority File: 231678558
- WorldCat: E39PBJdcxQmvFmH683C3x6qvpP